# モリタフーヅプランニング
有限会社モリタフーヅプランニングは、東京都や兵庫県にてレストランを経営する企業である。

## 店舗
- EU食堂 [1]
- パパス＆ママス太子本店
- パードレ・マードレ (山陽姫路駅)